# Гангут (издательство)
Гангут — издательство и научно-популярный журнал по тематике военно-морского флота. Издаётся при участии Российского государственного архива военно-морского флота.
Издательство было основано в 1991 году. Выпускает ряд серийно выходящих книг, сборников, альманахов и монографий по истории военно-морского флота и судостроения. Выполняет заказы государственных ведомств, например, Центрального военно-морского музея, Городского военного комиссариата Санкт-Петербурга (к 100-летнему юбилею организации), и т. д.
Сборник «Гангут» иллюстрирован многочисленными фотографиями, чертежами и схемами, на цветной вклейке представлены репродукции с картин на военно-морскую тему. Авторами сборника являются профессиональные историки, военные моряки, кораблестроители.
Книги издательства получали награды на общероссийском конкурсе «Лучшие книги 2016 года», в рамках книжного фестиваля «Красная Площадь». Одна книга признана лауреатом в номинации «Лучшая книга о российской армии и флоте». И два издания стали дипломантами, из которых одна в этой же номинации, и другая 6-томная работа — в номинации «Лучшее издание по естественным наукам, технике, медицине».